# Nápolyi alkirályok listája
A nápolyi alkirályok 1503 és 1734 között uralkodtak a Nápolyi Királyságban a távollévő nápolyi király nevében, hiszen a Nápolyi Királyság perszonálunióban állt az Aragóniai Királysággal. A spanyol örökösödési háború idején és után, 1707 és 1734 között az osztrák Habsburg király által kinevezett alkirályok irányították a királyságot. Az alkirályok uralmának III. Bourbon Károly trónra lépése vetett véget, akitől kezdve újra önálló királyok uralkodtak Nápolyban.

## Perszonálunió Aragóniával
| Uralkodóház      | Nápolyi király                                                                   | Nápolyi alkirály |
| ---------------- | -------------------------------------------------------------------------------- | --- |
| Trastámara       | III. (Aragóniai) Ferdinánd (1503-1516)                                           | - - Gonzalo Fernández de Córdoba, Sessa és Terranova hercege 1503 – 1507 (királyi helytartó, katonai kormányzó) - Juan de Aragón, Ribagorza grófja (1507. június – 1509. október), az első civil alkirály - Antonio de Guevara, Potenza grófja (1509. október – 1509. október) - Ramon Folc de Cardona, Albento grófja, Somma hercege (1509. október – 1516) (első mandátum) |
| Spanyol Habsburg | I. Károly (1516-1554) az anyjával III. (Aragóniai) Johannával (1516-1555) együtt | - - Ramon Folc de Cardona, Albento grófja (1516 – 1522. március) (második mandátum) - Charles de Lannoy (1522. június – 1523. október) (első mandátum) - Andrea Carafa, Santa Severina grófja (1523. október – 1526. június) - Charles de Lannoy (1526 – 1527) (második mandátum) - Hug de Montcada (1527 – 1528) - Filiberto de Chalons, Orange hercege (1528 – 1530) - Pompeo Colonna bíboros (1530 – 1532) - Don Pedro de Toledo, Villafranca del Bierzo márkija (1532. szeptember – 1533. február) - Luis de Toledo, (1553. február – 1553. május) - Pedro Pacheco Ladrón de Guevara, Jaén püspöke (1553. június – 1554) (első mandátum) |
| Spanyol Habsburg | I. (II.) Fülöp (1554-1598)                                                       | - - Pedro Pacheco Ladrón de Guevara, Jaén püspöke (1554 – 1556. február) (második mandátum) - Bernardino de Mendoza (1555) - Fernando Álvarez de Toledo, Alba III. hercege (1556) - Fadrique Álvarez de Toledo (1556 – 1558), Fernando Álvarez de Toledo fia, Alba IV. hercege - Juan Manrique de Lara, (1558. június – október) - Bartolomé de la Cueva d’Albuquerque, kardinális 1558) - Pedro Afán de Ribera, d'Alcalá hercege (1559. június – 1571. április ) - Antonio Perrenot de Granvela, kardinális (1571. április – 1575. július) - Íñigo López de Hurtado de Mendoza, Mondéjar márkija (1575 – 1579) - Juan de Zúñiga y Requesens, Pietraperzia hercege (1579 – 1582) - Pedro Téllez-Girón y de la Cueva, Osuna 1. hercege (1582 – 1586) - Juan de Zúñiga y Avellaneda, Miranda del Castañar grófja (1586. november – 1595. november) - Enrique de Guzmán, d'Olivares grófja (1595 – 1598) (első mandátum) |
| Spanyol Habsburg | II. (III.) Fülöp (1598-1621)                                                     | - - Enrique de Guzmán, d'Olivares grófja (1598 – 1599) (második mandátum) - Fernando Ruiz de Castro, Lemos grófja (1599. július – 1601. október) - Francisco de Castro (1601 – 1603) - Juan Alonso Pimentel de Herrera, Benevento grófja (1603 – 1610) - Pedro Fernández de Castro, Lemos grófja (1610. június – 1616. június) - Pedro Téllez-Girón, Osuna 3. hercege (1616. június – 1620. június) - Gaspar de Borja y Velasco, kardinális (1620. június – 1620. december) - Antonio Zapata, kardinális (1620. december – 1621) (első mandátum) |
| Spanyol Habsburg | III. (IV.) Fülöp (1621-1665)                                                     | - - Antonio Zapata, kardinális (1621- 1622. december 1622) (második mandátum) - Antonio Álvarez de Toledo y Beaumont de Navarra, d'Alba hercege (1622.december – 1629) - Fernando Afán de Ribera y Enríquez, d'Alcalá hercege (1629 – 1631) - Manuel de Acevedo y Zúñiga, Monterrey grófja (1631. május – 1637. november) - Ramiro Núñez de Guzmán, Medina de las Torres hercege (1637. november – 1644) - Juan Alfonso Enríquez de Cabrera, Modica grófja, (1644 – 1646) - Rodrigo Ponce de León, d'Arcos hercege (1646. február – 1648. május) - Juan José de Austria (1648. május – 1648. május) - Íñigo Vélez de Guevara, d'Oñate és Villamediana grófja (1648 – 1653) - García de Haro-Sotomayor y Guzmán, Castrillo grófja (1654. február – 1659. február) - Gaspar de Bracamonte y Guzmán, Peñaranda grófja (1659. február – 1664. szeptember) - Pascual de Aragón, kardinális (1664 – 1665) (első mandátum)   |
| Spanyol Habsburg | II. Károly (1665-1700)                                                           | - - Pascual de Aragón, kardinális(1665 – 1666) (második mandátum) - Pedro Antonio de Aragón (1666 – 1671) - Fadrique de Toledo y Osorio, Villafranca del Bierzo márkija (1671) - Antonio Álvarez Osorio, Astorga márkija (1672 – 1675) - Fernando Fajardo y Álvarez de Toledo, Los Vélez márkija (1675 – 1683) - Gaspar Mendez de Haro, Carpio márkija (1683 – 1687) - Francisco de Benavides, Santisteban grófja (1687 – 1696) - Luis Francisco de la Cerda y Aragón, Medinaceli hercege (1696 – 1700) (első mandátum) |
| Bourbon-ház      | IV. (V.) Fülöp (1700-1713)                                                       | - - Luis Francisco de la Cerda y Aragón, Medinaceli hercege (1700 – 1702) (második mandátum) - Juan Manuel Fernández Pacheco Cabrera, d'Escalona hercege (1702 – 1707). |

## Perszonálunió Ausztriával
| Uralkodóház      | Nápolyi király           | Nápolyi alkirály |
| ---------------- | ------------------------ | --- |
| Osztrák Habsburg | III. Károly (1713-1734), | - - Georg Adam, Martinitz grófja (1707. július – 1707. október) - Wirich Philipp von und zu Daun gróf (1707. november – 1708. június) (első mandátum) - Vincenzo Grimani, kardinális (1708. július – 1710. szeptember) - Carlo Borromeo, d'Arona grófja (1710. szeptember – 1713. május) - Wirich Philipp von und zu Daun gróf (1713. május – 1719. július) (második mandátum) - Johann Wenzel von Gallas gróf (1719.július – 1719. július) - Wolfgang Hannibal, Schrattenbach grófja (1719. július – 1721) - Marcantonio Borghese, Sulmona hercegség (1721 – 1722) - Michael Friedrich, Althann grófja (1722 – 1728) - Francisco Joaquim Fernández Portocarrero, Almahara márkija (1728. július – 1728. december) - Aloys Thomas Raimund, Harrach grófja (1728 – 1733. július) - Giulio Borromeo Visconti, Pieve di Brebbia grófja (1733. június – 1734. június). |

## Fordítás
- Ez a szócikk részben vagy egészben  az   Elenco dei viceré di Napoli című olasz Wikipédia-szócikk ezen változatának fordításán alapul.  Az eredeti cikk szerkesztőit annak laptörténete sorolja fel. Ez a jelzés csupán a megfogalmazás eredetét és a szerzői jogokat jelzi, nem szolgál a cikkben szereplő információk forrásmegjelöléseként.

## További információ
- http://www.nobili-napoletani.it/Case_regnanti_Spagnoli.htm